# Ян Бейзим
Блаженний Ян Бейзим-Опока пол. Jan Beyzym; 15 травня 1850, Бейзими — 2 жовтня 1912, Мадагаскар) — польський священик, єзуїт, місіонер. Відомий своєю релігійною місією на Мадагаскарі.

## Рання біографія
Народився у Бейзимах Великих на Волині 15 травня 1850 року. Батько Ян — власник маєтку в селі Онацьківці, учасник антиросійського повстання 1863 року, із залишками свого загону перейшов на територію Австро-Угорщини. Був заочно засуджений до смертної кари, а їх «двір» спалили казаки. Мати — графиня Ольга Стадницька гербу Шренява, після втрати маєтку переїхала з дітьми до Києва. В сім'ї була надзвичайно сильна релігійна атмосфера.
У 1864–1871 роках навчався у Київській гімназії. У Тернополі закінчив курс філософії. Після її закінчення нелегально перебрався до Порудного (Яворівський повіт), де перебував батько. Потім переїхав до містечка неподалік Березова, де 11 грудня 1872 року вступив до новіціяту ордену єзуїтів у Старій Весі. У 1874–1882 рр. навчався у Кракові, де студіював філософію, гуманістику і теологію. Згодом став опікуном та вихователем товариства Ісусового у Тернополі. Після переведення закладу єзуїтів з Тернополя до Хирова переїхав з ним.

## Місія в Мадагаскарі

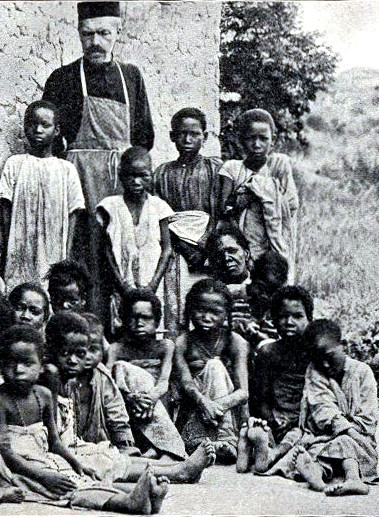
Ян Бейзим з африканськими дітьми, Мадагаскар

Утім, у Хирові Я. Бейзим надовго не затримався і 17 жовтня 1898 через Краків і Марсель відбув на Мадагаскар. Прибув до столиці цієї країни — міста Антананаріву — 30 грудня. На новому місці приєднався до місії французьких єзуїтів, а відтак почав збирати пожертви на батьківщині для відкриття нового лепрозорію у місцевості Марана. Заклад запрацював 16 серпня 1911 р.
Унаслідок виснажливої праці в складних умовах Я. Бейзим захворів на проказу і помер 12 жовтня 1912 р. Похований на цвинтарі для прокажених в Амбаватурі.

## Вшанування
У 1989-му Фіанарантсоа відвідав папа Іван Павло ІІ. А 18 серпня 2002 р. понтифік проголосив Яна Бейзима Блаженним. Пам'ять місіонера вшановують 12 жовтня. У 2012 р. на Мадагаскарі відкрили пам'ятник отцю Бейзиму.